# Aloe howmannii
Aloe howmannii é uma espécie de liliopsida do gênero Aloe, pertencente à família Asphodelaceae.